# Erythroxylum monogynum
Erythroxylum monogynum es una especie de planta fanerógama perteneciente a la familia Erythroxylaceae. Se distribuye en China y en India. Es utilizada dentro de la medicina tradicional del sur de India.

## Descripción
Se trata de un arbusto o árbol pequeño de aproximadamente 7 m a 9 m en la altura.
Las hojas son simples y están dispuestas alternativamente dísticas, tienen forma obovada. La longitud del limbo de la hoja es de aproximadamente 2,5 a 6,5 x 1-3 cm. Son de color verde claro brillante y miden entre 3 y 4 cm de largo y 1,5 cm de ancho con un pecíolo de medio cm de largo. La punta de la hoja tiene forma redondeada. La hoja muestra una nervadura central prominente con venación reticulada pinnada.

## Distribución
La planta se ha encontrado en China, India, Sri Lanka y Birmania. En India, se encuentra principalmente en estados como Kerala, Karnataka, Tamil Nadu y Andhra Pradesh.

## Taxonomía
Erythroxylum monogynum fue descrita por el botánico escocés William Roxburgh y publicado en Plants of the Coast of Coromandel 1: 61, t. 88 en 1798.
Sinónimos
- Erythroxylum indicum (DC.) Elliot, 1859[7]

## Importancia económica y cultural
Es utilizada dentro de la medicina tradicional del sur de India. En tiempos de hambrunas las hojas se han utilizado como alimento. Las hojas, la corteza y la madera se utilizan en la medicina tradicional india para diversos efectos terapéuticos.

### Metabolitos secundarios

#### Hojas
El análisis fitoquímico del extracto metanólico de las hojas de E. monogynum mostró la presencia de carbohidratos, flavonoides, fenoles y saponinas. Los extractos de hojas en acetona mostraron la presencia taninos, alcaloides, terpenoides, glucósidos cardíacos y fitosterol. En el extracto hidroalcohólico de las hojas estaban presentes también esteroides. Los alcaloides tropánicos hallados en las hojas son ecgonina y cinamato metilecgonina, así como el alcaloide pirrolidina cuscohigrina.

#### Corteza de la raíz
Los estudios de la corteza de la raíz han encontrado más de 20 alcaloides, entre estos: higrina, tropina, tropinona, butropina pseudotropina, valeroidina, cuscohigrina, isoporoidina, ihidrocuscohigrina, tropacocaína y convolamina.

### Estudios
Se han demostrado las propiedades hepatoprotectoras, antibacterianas y antidiabéticas de Erythroxylum monogynum.
Un estudio de 2013 demostró que el extracto metanólico de hojas de E. monogynum posee acción hepatoprotectora contra la hepatotoxicidad inducida por paracetamol.